# Šiga (sopka)
Šiga je název neaktivního komplexu štítových vulkánů sestávajícího z několika štítových vulkánů a struskových kuželů, nacházejícího se na hlavním japonském ostrově Honšú, asi 10 km severně od komplexu Kusacu-Širane. Oblast komplexu byla aktivní před 250 000 až 10 000 lety. V současnosti je to středisko zimních sportů.